# Amsonia tharpii
Amsonia tharpii är en oleanderväxtart som beskrevs av R. E. Woodson. Amsonia tharpii ingår i släktet Amsonia och familjen oleanderväxter. Inga underarter finns listade i Catalogue of Life.
Arten förekommer glest fördelad i gränsområdet mellan New Mexico och Texas. Den växer i bergstrakter och på högplatå mellan 900 och 1350 meter över havet. Växten blir vanligen 10 till 20 cm hög och den når ibland 50 cm. Den förekommer i öknar med glest fördelade buskar.
Populationen påverkas av petroleumutvinning. IUCN listar arten som sårbar (VU).